# Kwaliteitszetel
Een kwaliteitszetel is een plek binnen een bestuur of ander orgaan zoals een algemene vergadering, dat gereserveerd is voor iemand met een bepaalde achtergrond. Bij een stichting kan bijvoorbeeld gesteld worden dat een van de bestuursleden tevens bestuurslid moet zijn van een bepaalde andere stichting, om de verbinding tussen beide rechtspersonen te garanderen.
Ook in de Nederlandse nationale politiek had het concept enige tijd een plaats. Zo hanteerde de Roomsch-Katholieke Staatspartij (RKSP) enige tijd de een stelsel van 'kwaliteitszetels' op basis waarvan (een deel van) hun Kamerleden werd(en) benoemd. Deze kwaliteiten waren dan inhoudelijk van aard, zoals 'arbeid en arbeidsvraagstukken' en 'staatsfinanciën', waarvoor iemand een bepaalde expertise werd geacht te hebben.
Soms zijn het de bestuurslichamen zelf die kwaliteitszetels kennen, zoals het geval is bij de waterschappen of parlementen van landen waar religieuze of etnische minderheden een belangrijke rol spelen, bijvoorbeeld India. Dan kunnen ofwel de zetels worden opgesplitst in verkiezingen door verschillende bevolkingsgroepen, zodat ze apart verkozen worden (zoals bij de waterschappen), er kan een minimum worden ingesteld van vertegenwoordiging door een bepaalde groep (zodat zij zelfs bij minder stemmen een zetel behalen), of er kan een vertegenwoordiger worden benoemd.